# Unité urbaine de Dieppe
L'unité urbaine de Dieppe est une unité urbaine française centrée sur la ville de Dieppe, sous-préfecture de la Seine-Maritime au cœur de la troisième unité urbaine de ce département.

## Données globales
En 2010, selon l'INSEE, l'unité urbaine de Dieppe était composée de cinq communes, toutes situées dans le département de la Seine-Maritime, dans l'arrondissement de Dieppe.
Dans le nouveau zonage de 2020, le périmètre est identique.
En 2022, avec 35 648 habitants, elle constitue la 3e unité urbaine de la Seine-Maritime, après les grandes agglomérations urbaines de Rouen (1er rang départemental et préfecture du département) et du Havre (2e rang départemental).
Dans la région de Normandie où elle se situe, elle occupe le 9e rang régional après l'unité urbaine de Dives-sur-Mer (8e rang régional) et avant l'unité urbaine de Vernon (10e rang régional).
En 2021, sa densité de population s'élève à 719 hab/km2. Par sa superficie, elle représente 0,79 % du territoire départemental et, par sa population, elle regroupe 2,82 % de la population du département de la Seine-Maritime.

## Composition 2020 de l'unité urbaine
Elle est composée des cinq communes suivantes :
| Nom                   | Code Insee | Département    | Statut       | Superficie (km2) | Population (dernière pop. légale) | Densité (hab./km2) | Modifier                                    |
| --------------------- | ---------- | -------------- | ------------ | ---------------- | --------------------------------- | ------------------ | ------------------------------------------- |
| Dieppe (ville-centre) | 76217      | Seine-Maritime | ville-centre | 11,67            | 28 599 (2022)                     | 2 451              | modifier les données · modifier les données |
| Arques-la-Bataille    | 76026      | Seine-Maritime | banlieue     | 14,68            | 2 433 (2022)                      | 166                | modifier les données · modifier les données |
| Martin-Église         | 76414      | Seine-Maritime | banlieue     | 9,58             | 1 595 (2022)                      | 166                | modifier les données · modifier les données |
| Rouxmesnil-Bouteilles | 76545      | Seine-Maritime | banlieue     | 5,63             | 1 806 (2022)                      | 321                | modifier les données · modifier les données |
| Saint-Aubin-sur-Scie  | 76565      | Seine-Maritime | banlieue     | 7,74             | 1 215 (2022)                      | 157                | modifier les données · modifier les données |

## Évolution démographique
| 1968   | 1975   | 1982   | 1990   | 1999   | 2010   | 2015   | 2021   |
| ------ | ------ | ------ | ------ | ------ | ------ | ------ | ------ |
| 44 509 | 45 183 | 42 100 | 42 404 | 41 413 | 39 211 | 37 127 | 35 454 |